# Akcja Katolicka (Czechosłowacja)
Akcja Katolicka – istniejący w latach 1949–1950 ruch mający na celu rozbicie jedności Kościoła katolickiego w Czechosłowacji. Członkami ruchu byli kapłani oraz osoby świeckie współpracujące z aparatem komunistycznym. W literaturze spotykany jest zapis nazwy ruchu w cudzysłowie.

## Tło

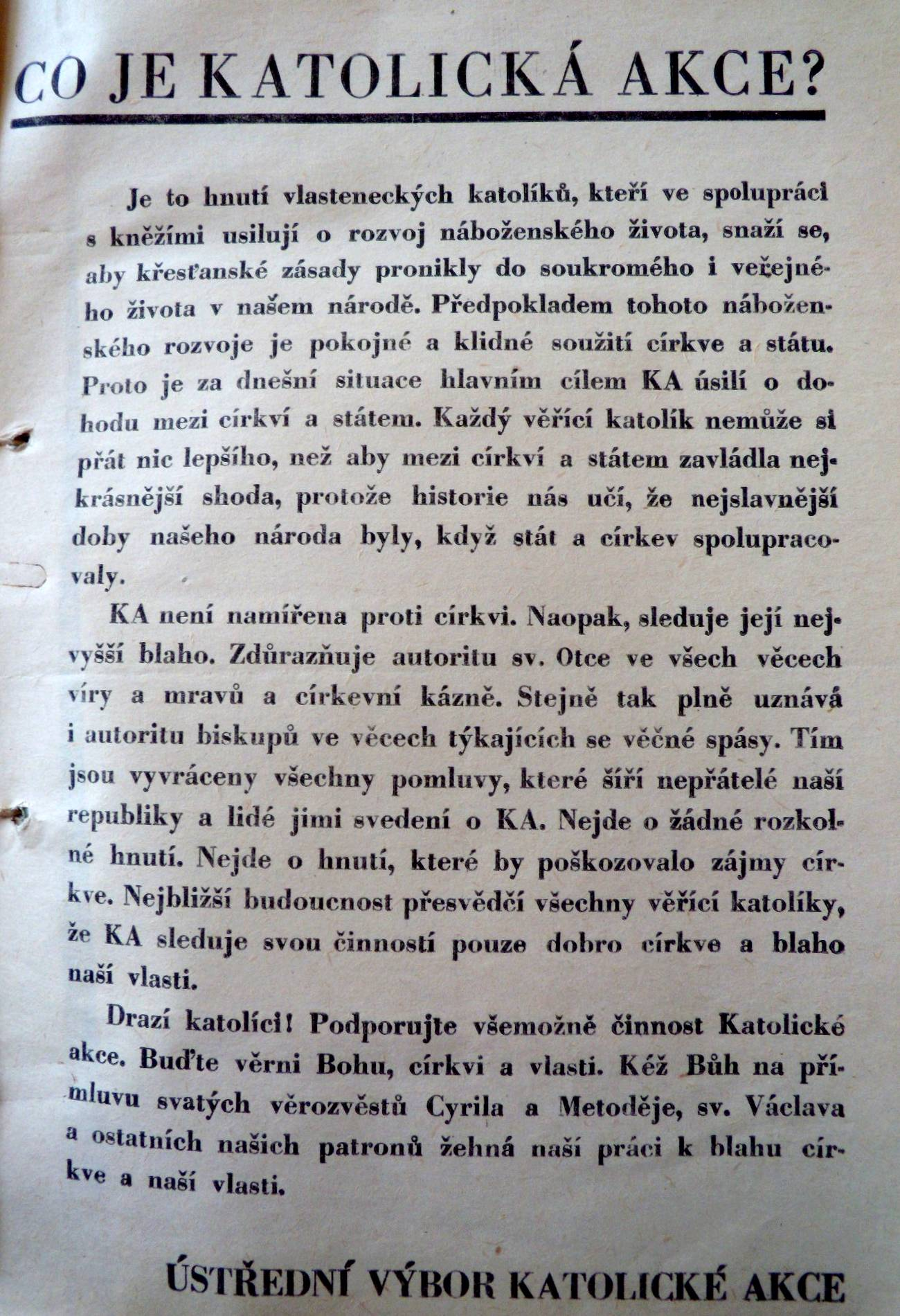
Ulotka „Akcji Katolickiej”

Inspirowani radzieckim modelem walki z religią prominentni działacze Komunistycznej Partii Czechosłowacji: Klement Gottwald, Rudolf Slánský i Alexej Čepička, proponowali trzyetapowy proces destabilizacji Kościoła w Czechosłowacji. Pierwszy etap zakładał m.in. utrudnianie Kościołowi funkcjonowania oraz kontrolowanie go, a także przedstawienie wiernym hierarchii i Watykanu w negatywnym świetle, drugi z etapów zakładał wzajemną izolację biskupów, kapłanów i wiernych, a także utworzenie Związku Przedstawicieli Czeskich i Słowackich Hierarchów i Katolików, który byłby jedynym upoważnionym podmiotem do dialogu Kościoła z rządem, a trzeci etap to zerwanie łączności ze Stolicą Apostolską, utworzenie Kościoła narodowego, przejęcie majątku kościelnego przez państwo i udzielenie wikariuszom kapitulnym władzy nad diecezjami w miejsce usuniętych biskupów ordynariuszy. W 1948 roku Slánský podczas zebrania Kominformu w Bukareszcie przedstawił plan utworzenia związku, który został zaakceptowany przez Andrieja Żdanowa, Gieorgija Malenkowa i Władimira Susłowa.
Walka komunistów z Kościołem rozpoczęła się bezpośrednio po praskim zamachu stanu w 1948 roku. Zlikwidowano wpływową prasę katolicką, wywłaszczono ziemskie majątki kościelne, znacjonalizowano szkoły i szpitale katolickie, zakazano księżom przyjmowania ofiar od wiernych, rozpowszechniano propagandę antyreligijną i antyklerykalną, powołano tzw. szóstki kościelne (które m.in. nakłaniały księży do współpracy z komunistami), aresztowano ks. Jana Šrámka, obsadzając w jego miejsce przewodniczącym ČSL uległego władzy ks. Josefa Plojhara. Jesienią 1948 roku rozwiązano istotne organizacje katolickie: Katolicki Związek Kobiet Słowackich i Związek Czeskiej Młodzieży Katolickiej. Utrudnioną działalnością miała także Akcja Katolicka, która po II wojnie światowej wznowiła działalność na Słowacji. W grudniu 1948 roku, pod zarzutem rozbijania jedności społeczeństwa, do siedziby Akcji Katolickiej w Bratysławie wkroczyła policja. Dokonano wówczas rewizji kancelarii i aresztowano dyrektora.

## Powstanie i działalność
30 kwietnia 1949 roku szóstka kościelna Komitetu Centralnego Komunistycznej Partii Czechosłowacji w składzie: Alexej Čepička, Václav Kopecký, Viliam Široký, Zdeněk Fierlinger, Vladimír Clementis i Zdeněk Nejedlý, zaaprobowała plan utworzenia ruchu pod nazwą „Akcja Katolicka”, przy czym zbieżność nazw z ruchem apostolatu świeckich rozpropagowanym przez papieża Piusa XI w encyklice Ubi arcano Dei była zamierzona. 10 czerwca w Miejskim Domu Reprezentacyjnym w Pradze odbyło się inauguracyjne zebranie Komitetu Akcji Katolickiej. Uczestniczyło w nim 215 osób świeckich i 68 księży. Celem ruchu było rozbicie jedności w czechosłowackim Kościele i powołanie Kościoła narodowego oderwanego od łączności ze Stolicą Apostolską. Organem prasowym „Akcji Katolickiej” były „Katolické noviny”, początkowo ukazujące się w nakładzie 800 tysięcy egzemplarzy. Członkowie organizacji liczyli na szerokie poparcie społeczne, szczególnie na Słowacji.
Na spotkaniu założycielskim referat wygłosił ks. Josef Plojhar krytykując Watykan i hierarchię kościelną. Wybrano wówczas 60-osobowy komitet centralny, na którego czele stanął Ferdinand Pujman, reżyser operowy w praskim Teatrze Narodowym. 22 czerwca ukonstytuował się słowacki komitet, którego przewodniczącą została Šára Šurányiová. Rozpoczęto organizowanie konferencji wiernych, wywieranie nacisków na księży i zbiórkę podpisów popierających ruch.
15 czerwca episkopat czechosłowacki wydał list pasterski pt. „Hlas biskupů a ordinářů věřícím v hodině velké zkoušky”, krytykujący „Akcję Katolicką” jako nieautentyczną, mającą na celu rozbicie jedności Kościoła. Mimo zakrojonej na szeroką skalę akcji policji, w tym zastraszania księży, rewizji plebanii i przedstawiania fałszywych zakazów pochodzących rzekomo od abpa Josefa Berana, list został odczytany 19 czerwca w 55% parafii. 20 czerwca w Rzymie Święte Oficjum opublikowało oficjalny dekret, potępiający „Akcję Katolicką”. Stolica Apostolska nakładała tym samym ekskomunikę na wszystkie osoby, które w sposób świadomy i dobrowolny przyłączyły się do ruchu. 26 czerwca w 90% parafii został odczytany kolejny list pasterski, w którym biskupi krytykowali działania rządu wobec Kościoła i potępiali „Akcję Katolicką”. Księża, którzy poza odczytaniem listu dodawali doń swój komentarz, byli aresztowani. W odpowiedzi na poczynania biskupów i Stolicy Apostolskiej „Akcja Katolicka” wydała na przełomie czerwca i lipca broszurę pt. „Zrada Vatikánu a biskupů”.
Nałożenie przez Stolicę Apostolską ekskomuniki na członków organizacji spowodowało masowy odpływ członków; po dekrecie Świętego Oficjum członkami „Akcji Katolickiej” w Pradze pozostało siedmiu księży, w całym kraju 170, a nakład „Katolickich novin” zmniejszył się ośmiokrotnie. 14 lipca 1949 roku na spotkaniu przedstawiciele Komunistycznej Partii Słowacji doszli do wniosku, że po nałożeniu ekskomuniki znaczenie „Akcji Katolickiej” stało się marginalne. W 1950 roku „Akcja Katolicka” została rozwiązana.
W latach 1950–1968 funkcjonował w Czechosłowacji Pokojowy Ruch Katolickiego Duchowieństwa, zrzeszający kapłanów współpracujących z komunistami, natomiast w 1971 roku powstała organizacja o podobnym charakterze, znana jako Stowarzyszenie Duchowieństwa Katolickiego Pacem in Terris.